# Cálculo del tiempo de trabajo
El cálculo del tiempo de trabajo es un método de cálculo económico que utiliza el tiempo de trabajo como unidad básica de contabilidad y valoración. Este método de cálculo fue defendido por los economistas Otto Bauer, Helene Bauer y Otto Leichter como alternativa al cálculo en especie para una economía socialista. Otto Leichter criticó el cálculo en especie basándose en que la contabilidad racional requería una unidad general para comparar costos de bienes heterogéneos.
La base para el cálculo del tiempo de trabajo se encuentra en el análisis del valor en el capitalismo de Karl Marx. Sin embargo, Marx se opuso vehementemente a cualquier propuesta de utilizar el tiempo de trabajo como base para el cálculo socialista porque su concepto de tiempo de trabajo socialmente necesario era un marco conceptual para comprender y analizar el valor en el capitalismo. En opinión de Marx, el socialismo operaría según sus propias "leyes de movimiento" económicas distintas de las del capitalismo.